# Rio Muni
Il Río Muni (Mbini in fang) è la Regione Continentale della Guinea Equatoriale ed è vasta 26017 km².
La popolazione del Río Muni è di circa 500 000 abitanti, secondo le stime ONU del 2009, in maggioranza composta dall'etnia dei fang; la città più importante è Bata; si distinguono per importanza anche le città di Evinayong, Ebebiyín, Acalayong, Acurenam, Mongomo, Sevilla de Niefang, Valladolid de los Bimbiles e Mbini.

## Storia
La regione fu ceduta dal Portogallo alla Spagna nel 1778 con il Trattato di El Pardo; gli spagnoli contavano di prendere schiavi da mandare a lavorare nelle colonie spagnole d'oltremare ma i coloni morirono di febbre gialla e la zona rimase abbandonata. Durante la ricolonizzazione sorsero industrie di cacao e legname. Río Muni divenne una provincia della Guinea spagnola nel 1959 insieme all'isola di Bioko. 

## Economia
Molto impulso ha avuto negli ultimi anni l'economia (come nel resto dello stato) grazie all'estrazione del petrolio. Secondo alcuni studi nel sottosuolo del Rio Muni ci sarebbero oltre al petrolio, giacimenti minerari fra i più ricchi del mondo. Circa due terzi della regione sono occupati dalla foresta equatoriale dove si trovano numerosi animali fra cui i grandi primati scimpanzé e gorilla, ma anche elefanti della foresta, leopardi, numerosi uccelli e rettili. Grazie a questo patrimonio faunistico e floristico, e a splendide spiagge, recentemente è stato avviato lo sviluppo turistico della regione. Molto belli sono il Parco nazionale del Monte Alén e la riserva di Nsork nella regione centrale e la Riserva di Rio Campo e la Riserva dell'Estuario del fiume Muni che si affacciano sul mare.